# Emanuele Di Marino
Emanuele Di Marino (Salerno, 9 febbraio 1989) è un atleta paralimpico italiano.

## Biografia
Nato affetto da piede equino congenito, ha iniziato a praticare sport da ragazzo, incoraggiato dai genitori . La sua prima esperienza internazionale nell'atletica leggera paralimpica risale al 2014. Lo stesso anno ha conquistato la medaglia di bronzo nei 400 metri piani T44 ai campionati europei paralimpici di Swansea. Altri due bonzi arrivarono agli europei paralimpici di Grosseto 2016 nei 400 metri T44 e nella staffetta 4×100 metri T42-47.
Nel 2016 ha anche preso parte ai Giochi paralimpici di Rio de Janeiro, senza però riuscire a raggiungere le finali dei 200 e 400 metri piani T44.
Ai mondiali paralimpici di Londra 2017 ha conquistato l'ottavo posto nei 200 metri piani T44 e le medaglie di bronzo e d'argento rispettivamente nei 400 metri piani T44 e nella staffetta 4×100 metri T42-47.
Ha conquistato un'altra medaglia d'argento nella staffetta 4×100 metri T42-47/61-64 agli europei paralimpici di Berlino. Alla medesima manifestazione di Bydgoszcz 2021 ha conquistato il quinto posto nei 100 e 200 metri piani T64, oltre alla medaglia d'oro nei 400 metri piani T44 con il tempo di 56"56, nuovo record europeo di categoria.
La sua compagna è l'atleta paralimpica Arjola Dedaj, che è anche sua compagna di allenamento.

## Record nazionali
- 60 metri piani indoor T44: 7"58 ( Ancona, 26 marzo 2017)
- 400 metri piani T44: 56"56 ( Bydgoszcz, 5 giugno 2021)

## Palmarès
| Anno | Manifestazione       | Sede           | Evento               | Risultato | Prestazione | Note           |
| ---- | -------------------- | -------------- | -------------------- | --------- | ----------- | -------------- |
| 2014 | Europei paralimpici  | Swansea        | 100 m piani T44      | 6º        | 12"72       |                |
| 2014 | Europei paralimpici  | Swansea        | 200 m piani T44      | 5º        | 25"12       |                |
| 2014 | Europei paralimpici  | Swansea        | 400 m piani T44      | Bronzo    | 57"32       |                |
| 2015 | Mondiali paralimpici | Doha           | 100 m piani T44      | Batteria  | dns         |                |
| 2015 | Mondiali paralimpici | Doha           | 200 m piani T44      | Batteria  | 24"91       |                |
| 2015 | Mondiali paralimpici | Doha           | 400 m piani T44      | 7º        | 57"08       |                |
| 2016 | Europei paralimpici  | Grosseto       | 100 m piani T44      | 6º        | 12"29       |                |
| 2016 | Europei paralimpici  | Grosseto       | 200 m piani T44      | 5º        | 24"52       |                |
| 2016 | Europei paralimpici  | Grosseto       | 400 m piani T44      | Bronzo    | 55"83       |                |
| 2016 | Europei paralimpici  | Grosseto       | 4×100 m T42-47       | Bronzo    | 46"23       |                |
| 2016 | Giochi paralimpici   | Rio de Janeiro | 200 m piani T44      | Batteria  | 24"74       |                |
| 2016 | Giochi paralimpici   | Rio de Janeiro | 400 m piani T44      | Batteria  | dq          |                |
| 2017 | Mondiali paralimpici | Londra         | 200 m piani T44      | 8º        | 24"56       |                |
| 2017 | Mondiali paralimpici | Londra         | 400 m piani T44      | Bronzo    | 55"70       |                |
| 2017 | Mondiali paralimpici | Londra         | 4×100 m T42-47       | Argento   | 43"32       |                |
| 2018 | Europei paralimpici  | Berlino        | 100 m piani T64      | 6º        | 12"67       |                |
| 2018 | Europei paralimpici  | Berlino        | 200 m piani T64      | 8º        | 25"35       |                |
| 2018 | Europei paralimpici  | Berlino        | 4×100 m T42-47/61-64 | Argento   | 44"17       |                |
| 2019 | Mondiali paralimpici | Dubai          | 400 m piani T44      | 4º        | 57"00       |                |
| 2021 | Europei paralimpici  | Bydgoszcz      | 100 m piani T64      | 5º        | 12"59       |                |
| 2021 | Europei paralimpici  | Bydgoszcz      | 200 m piani T64      | 5º        | 25"09       | T44            |
| 2021 | Europei paralimpici  | Bydgoszcz      | 400 m piani T44      | Oro       | 56"56       | Record europeo |